# HubSpot
HubSpot és un desenvolupador i venedor nord-americà de productes de programari per a màrqueting entrant, vendes i servei al client. Va ser fundat per Brian Halligan i Dharmesh Shah el 2006.
Els seus productes i serveis tenen com a objectiu proporcionar eines per a la gestió de relacions amb els clients, màrqueting en xarxes socials, gestió de continguts, generació de clients potencials, analítica web, optimització de motors de cerca, xat en directe i atenció al client.

## Història

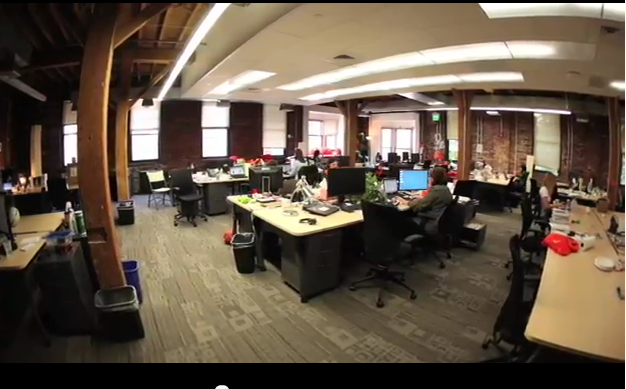
Vista interior de l’oficina de HubSpot

HubSpot va ser fundat per Brian Halligan i Dharmesh Shah al Massachusetts Institute of Technology (MIT) el 2006.
La companyia va passar dels 255.000 dòlars d’ingressos el 2007 a 15,6 milions de dòlars el 2010. Més tard aquell mateix any HubSpot va adquirir Oneforty, la botiga d'aplicacions de Twitter fundada per Laura Fitton.
 La companyia també va introduir un nou programari per personalitzar llocs web per a cada visitant. Segons Forbes, HubSpot va començar a dirigir-se a petites empreses, però "va canviar sobtadament a atendre empreses més grans de fins a 1.000 empleats". HubSpot va llançar a borsa una oferta pública inicial el 25 d’agost de 2014, sol·licitant que es cotitzessin a la Borsa de Nova York sota el símbol HUBS. El juliol de 2017, HubSpot va adquirir Kemvi, que aplica intel·ligència artificial i aprenentatge automàtic per ajudar els equips de vendes. La companyia va reportar uns ingressos de 674,9 milions de dòlars el 2019.

## Programari i serveis
HubSpot proporciona eines per a màrqueting en xarxes socials, gestió de contingut, anàlisi web, pàgines de destinació, atenció al client i optimització de motors de cerca. HubSpot té funcions d'integració per a Salesforce, SugarCRM, NetSuite, Microsoft Dynamics CRM i altres. També hi ha serveis de tercers, com ara plantilles i extensions. A més, HubSpot ofereix serveis de consultoria i una acadèmia de recursos en línia per aprendre tàctiques de màrqueting entrant. També acull conferències de grups d’usuaris, programes de màrqueting entrants i programes de certificació. HubSpot promou els seus conceptes de màrqueting entrant a través del seu propi màrqueting i ha estat anomenat "un prolífic creador de contingut" com ara blocs, xarxes socials, seminaris web i propostes oficials.
El 2010, un article de la Harvard Business Review deia que la funció de màrqueting entrant més eficaç de HubSpot era les seves eines en línia gratuïtes. Una d’aquestes eines, el Marketing Grader (en català "graduador de màrqueting"), avalua i puntua el rendiment del lloc web. L'empresa va introduir una funció de seguiment de Twitter el 2011.
El novembre de 2016, HubSpot va llançar HubSpot Academy, una plataforma de formació en línia que proporciona diversos programes de formació en màrqueting digital.
El 2018, Hubspot va integrar Taboola al seu escriptori, una xarxa global d’anuncis nadius de pagament per clic.
Al novembre de 2019, Hubspot va adquirir PieSync, una plataforma de sincronització de dades del client.

### HubSpot CRM gratuït
La companyia va llançar HubSpot CRM Free el 2014. El producte CRM fa un seguiment i gestiona les interaccions entre una empresa i els seus clients o clients potencials. Permet a les empreses predir els ingressos, mesurar la productivitat de l'equip de vendes i informar sobre les fonts d’ingressos. El programari com a servei és gratuït i s'integra amb Gmail, G Suite, Wordpress, Microsoft Office per a Windows i altres programes.

### Ressenyes de la indústria tecnològica
HubSpot s'ha descrit com a únic perquè s'esforça per proporcionar als seus clients un enfocament tot en un. Una ressenya de 2012 a la publicació CRM Search va dir que HubSpot no era la millor solució empresarial de cada categoria, però que, en conjunt, era la millor "solució de màrqueting" que combinava moltes eines en un sol paquet. Va identificar els "punts forts" de HubSpot com la sofisticació de la seva eina de Crida a l'Acció (CTA per les seves inicials en anglès), el seu ecosistema en línia i la seva "facilitat d'ús". La seva debilitat es va descriure com a "més en amplada que profunditat". La ressenya va dir que la manca d’eines de personalització i disseny podria ser limitant i que faltaven funcions avançades com eines de gestió de processos empresarials (BPM per les seves inicials en anglès) per gestionar el flux de treball.

### Conferències

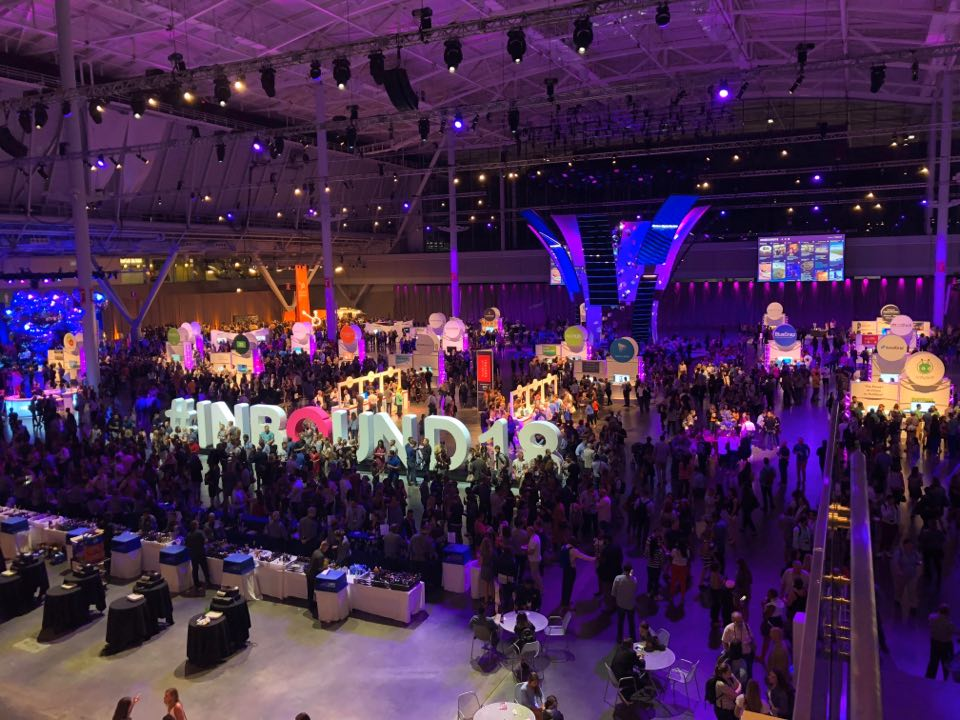

HubSpot organitza una conferència de màrqueting anual per a usuaris i socis de HubSpot anomenada "INBOUND". L'esdeveniment té lloc normalment a Boston. El 2019, Hubspot va acollir la seva conferència més gran de la història de l'esdeveniment, amb un rècord de més de 26.000 assistents de 110 països. La primera conferència INBOUND va tenir lloc el 2012. Des de llavors, ponents com Michelle Obama, Tig Notaro i Issa Rae hi han parlat.

## Polèmica
El juliol de 2015, el director de màrqueting de Hubspot, Mike Volpe, va ser acomiadat per violar el codi de conducta empresarial de HubSpot. Es va comprovar que va intentar obtenir un esborrany del llibre Disrupted: My Misadventure in the Start Up Bubble, escrit pel seu antic empleat Daniel Lyons. Segons un article publicat al Boston Globe, informació obtinguda en virtut de la Freedom of Information Act indicava que els executius de HubSpot consideraven el llibre "una amenaça financera per a HubSpot" i Volpe utilitzava "tàctiques com ara pirateria electrònica i extorsió" en l'intent d'impedir que el llibre fos publicat.
L’abril del 2016, després de publicar el seu llibre, Lyons va escriure al New York Times que HubSpot tenia un ambient de “casa de fraternitat”. També va qualificar l'empresa de "taller de treball esclau digital" en què els treballadors tenien poca seguretat laboral. Més tard aquest mateix mes, els fundadors de HubSpot van donar una resposta oficial al llibre, en què van abordar diverses, però no totes, les afirmacions de Lyons.

## Repercussió
El Boston Business Journal va nomenar HubSpot "el millor lloc per treballar el 2012". El 2015, l'empresa va ser nomenada la millor gran empresa per treballar a Massachusetts pel Boston Globe. El 2017, Hubspot va ser nomenat setè per CNBC com un dels millors llocs per treballar el 2018. Glassdoor va nomenar Hubspot el millor lloc per treballar el 2020.